# Raymundo Pérez y Soto
Raymundo Pérez y Soto Orizaba, Veracruz, 15 de marzo de 1908 - 5 de septiembre de 1991) es un músico, compositor y cantante mexicano. 
Estudió la carrera de abogado, pero no la ejerció. En 1935, inició sus presentaciones en la XEW de la Ciudad de México. Formó el dúo Ray y Lupita, con Laura Rivas, con quien realizó giras en Estados Unidos, España y Sudamérica. Es autor de más de cien canciones, algunas de ellas escritas en idioma náhuatl. Entre sus títulos se encuentran: "El rosario de mi madre", "Indita mía", "Amigo pulque", "Morenita de mi vida", "Mexicano hasta las cachas" y el huapango conocido con el título de "La cigarra".
Sus canciones han sido interpretadas por Caterina Valente, Lola Beltrán, Aída Cuevas, Gloria Lasso y David Záizar entre muchos otros.